# Pres. Roosevelt at the Dedication Ceremonies, St. Louis Exposition
Pres. Roosevelt at the Dedication Ceremonies, St. Louis Exposition è un cortometraggio muto del 1903. Non viene riportato né il nome del regista né quello dell'operatore.

## Produzione
Prodotto dalla Selig Polyscope Company, il corto - che faceva parte delle news - fu girato nel Missouri, a St. Louis durante la visita di Teddy Roosevelt all'inaugurazione della Fiera di St. Louis. La Louisiana Purchase Exposition, che chiuse il 1º dicembre 1904, fu un'esposizione universale tenuta a St.Louis per il centenario dell'acquisto della Louisiana, venduta dai francesi al governo degli Stati Uniti nel 1803-1804.

## Distribuzione
Distribuito dalla Selig Polyscope Company, il film uscì nelle sale cinematografiche statunitensi nel maggio 1903.